# KBS 국악대상
《KBS 국악대상》은 1982년부터 매년 12월 하순에 열리는 국악 전문 시상식 프로그램이다. 대상 부문은 1987년부터 시상하기 시작했다.

## 대상
| 연도   | 수상자              |
| ------ | ------------------- |
| 1987년 | 안숙선              |
| 1988년 | 성우향              |
| 1989년 | 중앙국악관현악단    |
| 1990년 | 김혜란              |
| 1991년 | 김일구              |
| 1992년 | 조창훈              |
| 1993년 | 이상규              |
| 1994년 | 김혜란              |
| 1995년 | 김영임              |
| 1996년 | 김호성              |
| 1997년 | 박인기              |
| 1998년 | 한국창작음악연구회  |
| 1999년 | 곽태규              |
| 2000년 | 이재숙              |
| 2001년 | 박용호              |
| 2002년 | 김영재              |
| 2003년 | 정대석              |
| 2004년 | 윤중강              |
| 2005년 | 백영춘              |
| 2006년 | 김정집              |
| 2007년 | 정회석              |
| 2008년 | 김선옥              |
| 2009년 | 김성경              |
| 2010년 | 성의신              |
| 2011년 | 변종혁              |
| 2012년 | 진유림              |
| 2013년 | 박애리              |
| 2014년 | 왕기석              |
| 2015년 | 곽수은              |
| 2016년 | 김용우              |
| 2017년 | 창작국악그룹 '그림' |
| 2018년 | 이경섭              |
| 2019년 | 이선                |
| 2020년 | 이봉근              |
| 2021년 | 김준수              |
| 2022년 | 정신혜              |
| 2023년 | 천주미              |
| 2024년 | 조성재              |